# 히사마쓰 사다아키

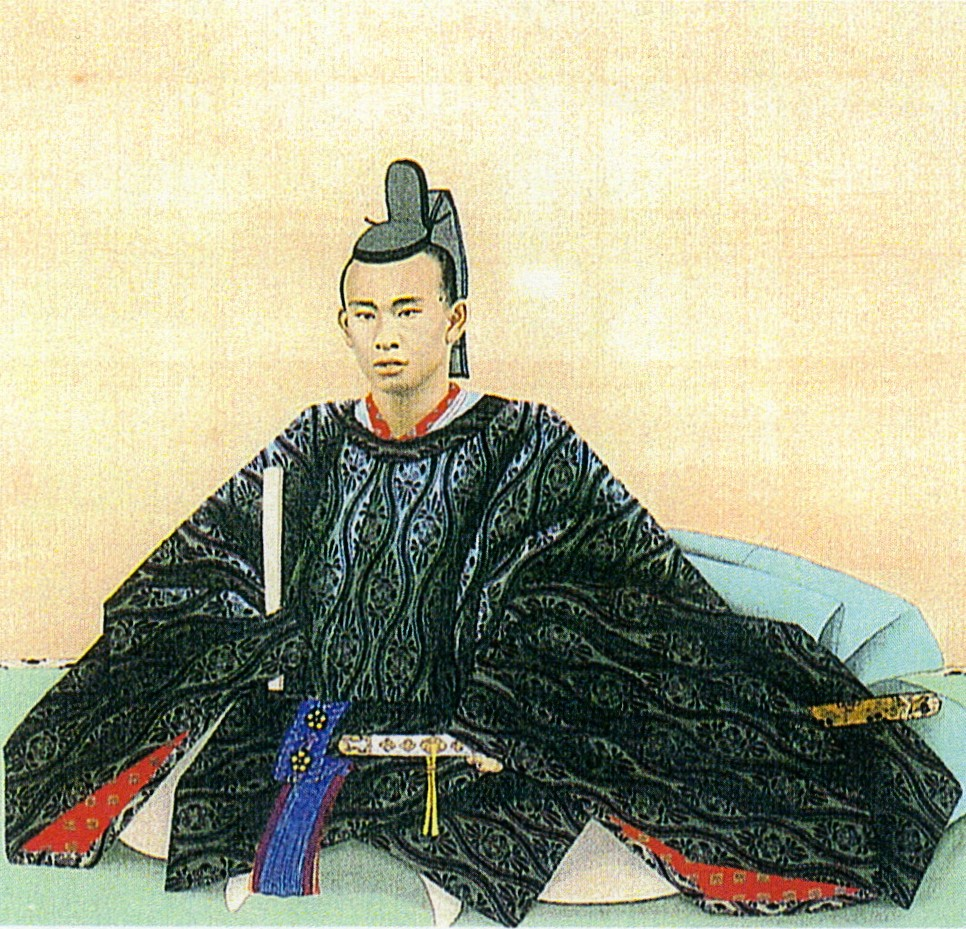
히사마쓰 사다아키의
이요 마쓰야마번주 시절 초상화

히사마쓰 사다아키(久松定昭)는 사다카쓰계 히사마쓰 마쓰다이라 종가 제15, 17대 당주이다. 메이지 유신 이전에는 마쓰다이라 사다아키(松平定昭)로 불렸으며 유신이후에 마쓰다이라성에서 히사마쓰 본성으로 바꿨다. 막말 시절에는 노중을 맡았으며 이요 마쓰야마번 제14대 번주 및 지번사를 지냈다.
친부는 쓰번주 도도 다카유키이며 어머니는 그의 측실 하시모토씨(橋本氏)이다. 아명은 렌고로(練五郎)로서 후에 이요 마쓰야마번 선대 번주 마쓰다이라 가쓰시게의 양자로 입적되었다.
| 전임 마쓰다이라 가쓰시게 | 사다카쓰류 히사마쓰 마쓰다이라가 당주 1867년 ~ 1868년 | 후임 마쓰다이라 가쓰시게 |

| 전임 히사마쓰 가쓰시게 | (마쓰야마)히사마쓰가 당주 1871년 ~ 1872년 | 후임 히사마쓰 사다코토 |

| 전임 마쓰다이라 가쓰시게 히사마쓰 가쓰시게 | 제14, 16대 이요 마쓰야마번 번주 (히사마쓰 마쓰다이라가) 1867년 ~ 1868년 1871년 | 후임 마쓰다이라 가쓰시게 폐번치현 |